# Афера Стивена Гласса
«Афера Стивена Гласса» (англ. Shattered Glass — «Разбитый вдребезги», «Разбитое стекло», игра слов, фамилия главного героя переводится с английского языка как «стекло») — американская кинодрама 2003 года режиссёра Билли Рэя. Сценарий основан на статье Эйч Джи Биссинджера от сентября 1998 года для журнала «Vanity Fair».
Главные роли исполняют Хейден Кристенсен и Питер Сарсгаард. В картине показан быстрый рост журналистской карьеры Стивена Гласса в журнале «The New Republic» в середине 1990-х годов и его резкое падение в связи с разоблачением широко распространившегося журналистского мошенничества репортера. Фильм основан на реальных событиях и охватывает тему высокого давления в мире государственной политической журналистики, одновременно показывая становление социопата в главном герое.

## Сюжет
Молодой журналист Стивен Гласс (Хейден Кристенсен) пишет для журнала «The New Republic», самого популярного и влиятельного политического еженедельника в США. Никто из его коллег и вообразить не мог, что он выдумывает сюжеты для своих острых статей. Честолюбивый Гласс таким образом хочет добиться признания и сделать карьеру. Но когда он вступает в конфронтацию с редактором Чарльзом Лейном (Питер Сарсгаард), истина всплывает наружу…

## В ролях
- Хейден Кристенсен — Стивен Гласс
- Питер Сарсгаард — Чарльз Лейн
- Стив Зан — Адам Пененберг
- Хлоя Севиньи — Кэйтлин Ави
- Хэнк Азариа — Майкл Келли
- Мелани Лински — Эми Бренд
- Тед Котчефф — Мартин Перец
- Розарио Доусон — Энди Фокс
- Чед И. Донелла — Дэвид Бах
- Люк Кёрби — Роб Груэн
- Кэс Анвар — Камбиз Форухар
- Эндрю Эйрли — Алек Шамперт, редактор журнала «Джордж»
- Марк Блум — Льюис Эстридж
- Джеми Элман — Аарон Блут
- Симона-Элиза Джирард — Катарина Банньер
- Линда Смит — Глория

## Критика
«Афера Стивена Гласса» снискала признание критиков. На агрегаторе рецензий Rotten Tomatoes рейтинг одобрения составляет 92 %. Консенсус сайта гласит: «Убедительный взгляд на отступ Стивена Гласса с пути истинного». На Metacritic рейтинг составляет 73 балла из 100 по мнению 38 критиков, что указывает на «в целом положительные отзывы».
Энтони Скотт из The New York Times охарактеризовал фильм как «серьезное исследование журналистской практики» и «проницательную и удивительно захватывающую драму». Роджер Эберт из Chicago Sun-Times дал фильму 3,5 звезды из 4 и посчитал, что фильм хорошо подобран и «заслуживает сравнения с картиной Вся президентская рать».

## Награды и номинации
- 2004 — номинация на премию «Золотой глобус» за лучшую мужскую роль второго плана (Питер Сарсгаард)
- 2004 — 2 номинации на премию «Спутник»: лучшая мужская роль — драма (Хейден Кристенсен), лучший адаптированный сценарий (Билли Рэй)
- 2004 — 4 номинации на премию «Независимый дух»: лучший фильм (Крейг Баумгартен, Тов Кристенсен, Гэй Хирш, Адам Меримс), лучшая мужская роль второго плана (Питер Сарсгаард), лучший сценарий (Билли Рэй), лучшая операторская работа (Мэнди Уокер)
- 2003 — специальная премия Национального совета кинокритиков США